# Xã Harvey, Quận Meeker, Minnesota
Xã Harvey (tiếng Anh: Harvey Township) là một xã thuộc quận Meeker, tiểu bang Minnesota, Hoa Kỳ. Năm 2010, dân số của xã này là 374 người.